# Catedral de Dávao
La Catedral de Dávao (más formalmente Catedral Metropolitana de San Pedro, o simplemente Catedral de San Pedro) es una catedral católica ubicada en el Barangay de Población, en la ciudad de Dávao, en la isla de Mindanao al sur del país asiático de Filipinas. La catedral, dedicada a San Pedro, es la sede eclesiástica de la arquidiócesis de Dávao.

## Historia
Una iglesia anterior fue construido en la misma zona de la catedral actual en 1847. Se dice que fue construida en estilo neo-gótico, siendo edificada en el lugar tomado por el conquistador español Don José Oyanguren al pueblo moro local liderados por Datu Bago. En la década de 1960 fue reconstruida por Manuel Chiew sin saberse si la iglesia actual es el resultado de una remodelación y en que modo respetó elementos origianales. 

## Estilo
El estilo actual del edificio es moderno, con formas curvas, construido en madera, si bien el original anterior era neogótico y se había fabricado en nipa y bambú.

## Ataques terrosistas
Debido a su representación católica dentro de una zona mayoritariamente musulmana, la catedral ha sufrido dos ataques terroristas con una importante cantidad de víctimas:
- En 1981, con 17 víctimas mortales.
- Y en 1993, con 7 fallecidos.[5]

Presuntamente se responsabiliza de los mismos a alguno de los grupos militares musulmanes existentes en la zona. 